# Krauss & Comp.
Krauss & Comp. byla rakouská lokomotivka se sídlem v Linci.

## Historie
V 19. století založil německý průmyslník Georg Krauss v Augsburgu továrnu na výrobu lokomotiv. Protože se mu v podnikání dařilo, rozhodl se expandovat do zahraničí, a sice do Rakousko–Uherska, kde v Linci roku 1880 začal budovat pobočný závod své továrny, ve kterém následující rok zahájil výrobu. Motivem pro otevření lineckého závodu se stala snaha vyhnout se platbě dovozních cel. Rakouskouherské pobočce se dařilo. Továrna si navíc postavila napojení na železniční trať označovanou jako Kremstalbahn a toto napojení do roku 1892 provozovala.

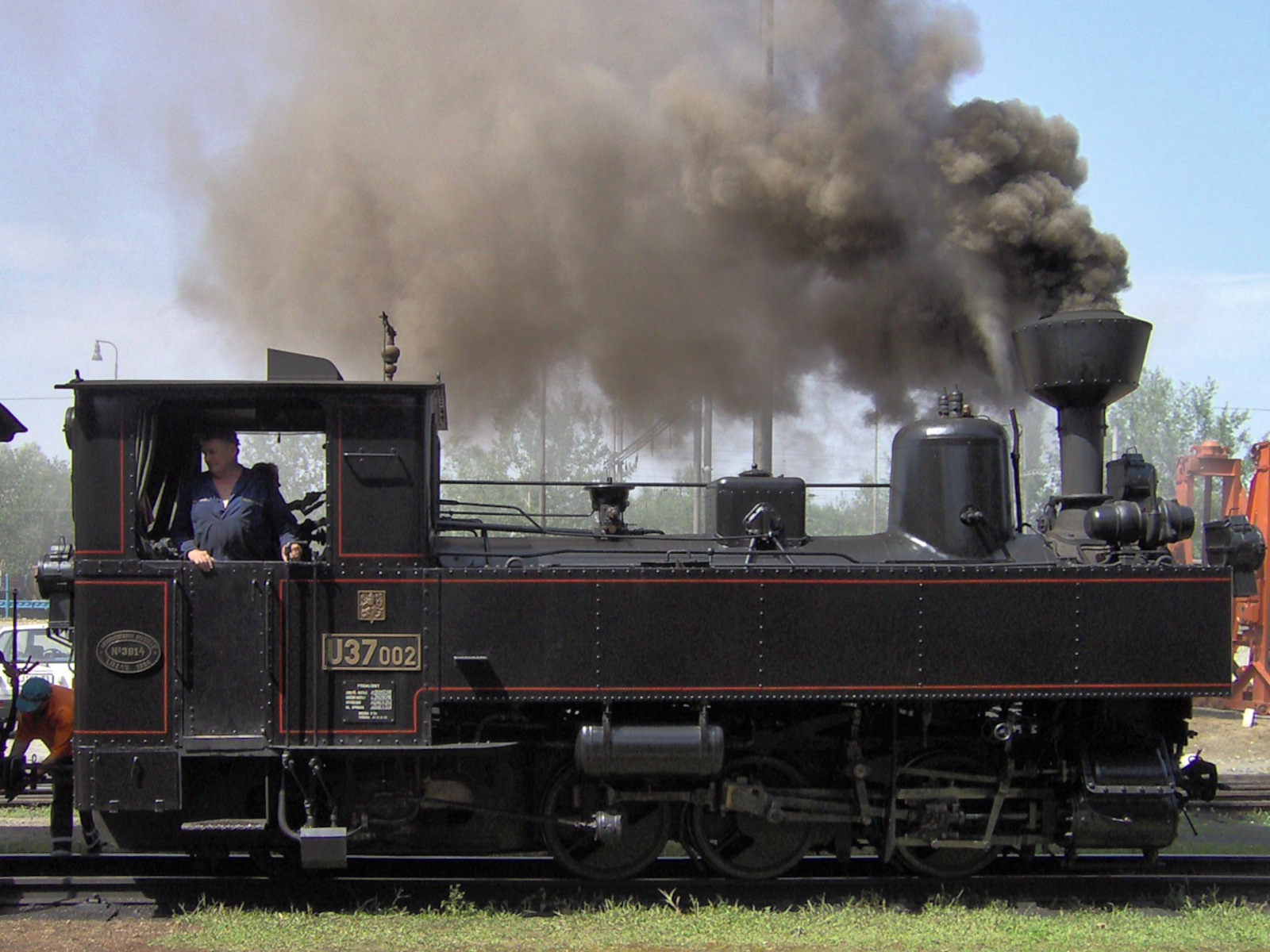
Lokomotiva U 37.0 z produkce firmy

Produkce společnosti se skládala především z malých lokomotiv určených pro soukromé místní dráhy. Produkovali také stroje pro úzkorozchodné železnice a parní tramvajové lokomotivy. Vyráběla se zde například lokomotiva v Československu označovaná řadou U 37.0, které jezdily například na trati z Frýdlantu do Heřmanic nebo z Jindřichova Hradce do Nové Bystřice. Pro Brněnskou společnost místních drah dodávala linecká strojírna lokomotivy pro provoz parní tramvaje v Brně a Ostravě. Významnou zakázku pro továrnu představovala dohoda se státními drahami Bosny a Hercegoviny, které si objednaly 118 lokomotiv. Díky tomu se zvýšil i počet zaměstnanců, které firma zaměstnávala. Před koncem 19. století zde svou práci našlo 250 dělníků, na počátku první světové války (1914) zaměstnávala firma 340 pracovníků. Pro dělníky byly vybudovány vlastní domky či založeno spotřebitelské sdružení, jež umožňovalo rodinám zaměstnancům lokomotivky levně nakoupit potraviny. Rozvíjelo se rovněž kulturní vyžití pracovníků, kteří si založili mužský pěvecký sbor nazvaný „Lokomotivfabrik“.
První světová válka měla na chod továrny neblahý ekonomický vliv, takže roku 1918 byla prodána rakouskému úřadu pro železniční dopravu. Poté opět začal počet zaměstnanců stoupat až na úroveň devíti stovek. Zvrat přinesla až hospodářská krize v roce 1929, jež zapříčinila, že roku 1930 zaměstnávala firma pouze 158 lidí. Další ekonomické útrapy vedly v roce 1930 k uzavření lineckého závodu. Posledním strojem, který opustil továrnu, se stala lokomotiva Gerlos 5 Zillertalbahn.
Areál továrny získalo město Linec, jenž roku 1932 v administrativním objektu otevřelo učiliště a od roku 1938 budovu pro své provizorní ředitelství využívala společnost Hermann Göring-Werke. Vzhledem k tomu, že od počátku 20. století vyrostly v okolí lokomotivky i další průmyslové podniky, stala se lokalita během druhé světové války cílem leteckých náletů spojeneckých armád. Těžce poškozen byl areál během náletu uskutečněného 15. prosince 1944. Po válce v areálu podnikala firma Elektro Bau Aktiengesellschaft (EBG) věnující se výrobě elektrických součástek a systémů. Roku 2005 se společnost stala součástí firmy Siemens.